# Терин, Анатолий Георгиевич
Анатолий Георгиевич Терин  (1923—1994) — советский агроном, главный агроном совхоза «Осиновский» Энгельсского района Саратовской области. Герой Социалистического Труда (1973).

## Биография
Родился 18 ноября 1923 года в станице Елизаветинской Краснодарского отдела Кубано-Черноморской области в семье школьной учительницы.
В 1941 году после окончания Краснодарской средней школы, был призван в ряды Рабоче-Крестьянской Красной армии. С 1941 по 1942 год проходил обучение  в Грозненском военно-пехотном училище. С 1942 года — участник Великой Отечественной войны в составе курсантской бригады 62-й армии, воевал на Сталинградском фронте, участник боёв за Сталинград, в бою получил тяжёлое ранение. С 1943 года после прохождения лечения в военном госпитале был комиссован из рядов Советской армии.
С 1943 года работал охранником на Краснодарском мясокомбинате. С 1945 года 
после окончания вечернего отделения Уфимского педагогического училища начал работать учителем начальной школы при совхозе «Джувалы» Южно-Казахстанской области Казахской ССР. С 1947 по 1949 год проходил обучение на агрономическом отделении Капланбекского зооветеринарного техникума. С 1949 по 1950 год работал агрономом  совхоза «Чандакский» Фёдоровского района Кустанайской области Казахской ССР.
С 1950 по 1952 год работал агрономом сельскохозяйственного отделения совхоза «Индустриальный» Екатериновского района Саратовской области. С 1952 по 1978 год, в течение двадцати шести лет, А. Г. Терин являлся главным агрономом совхоза «Осиновский» Энгельсского района Саратовской области. С 1954 по 1959 год проходил обучение на заочном отделении  Саратовского сельскохозяйственного института. 
С 1960 по 1970 год за десятилетний период, урожайность совхоза «Осиновский» Энгельсского района Саратовской области выросла с 7,2 центнера до 13,3 центнера с гектара, тем самым совхоз занял лидирующее положение в Саратовской области и в целом среди хозяйств Советского Союза. 
23 июня 1966 года Указом Президиума Верховного Совета СССР «за достижение высоких показателей в земледелии и по итогам работы в 7-й семилетке (1959—1965)» Анатолий Георгиевич Терин был награждён Орденом Трудового Красного Знамени.
7 декабря 1973 года Указом Президиума Верховного Совета СССР «за большие успехи, достигнутые во Всесоюзном социалистическом соревновании, и проявленную трудовую доблесть в выполнении принятых обязательств по увеличению производства и продажи государству зерна и других продуктов земледелия в 1973 году» Анатолий Георгиевич Терин был удостоен звания Героя Социалистического Труда с вручением Ордена Ленина и золотой медали «Серп и Молот». 
С 1978 по 1980 год — управляющий Энгельсского районного специального отделения «Сельхозтехника». Помимо основной деятельности занимался и общественно-политической работой: с 1967 по 1977 год был депутатом Энгельсского районного Совета депутатов трудящихся и с 1974 по 1979 год — член Энгельсского районного комитета КПСС. 
С 1980 года вышел на заслуженный отдых.
Скончался 31 декабря 1994 года в городе Энгельс Саратовской области.

## Награды
- Медаль «Серп и Молот» (07.12.1973)
- Орден Ленина (07.12.1973)
- Орден Отечественной войны 1-й степени (11.03.1985)[2]
- Орден Трудового Красного Знамени (23.06.1966)
- Медаль «За оборону Сталинграда» (22.12.1942)
- Медаль «За освоение целинных земель» (22.10.1956)
- Медаль «За победу над Германией в Великой Отечественной войне 1941—1945 гг.»